# 道後歌舞伎通り
道後歌舞伎通り（どうごかぶきどおり）とは、愛媛県松山市の道後温泉付近に位置する坂道の通称である。かつて茶屋が並び、湯上り客が集う賑やかな歓楽街として親しまれた。

## 歴史
この通りは、江戸時代から明治・大正期にかけて、温泉街の一角として発展したとされており、坂沿いに茶屋が点在していた。当時は、都で流行していた「遊女歌舞伎」の要素を取り入れた踊りや芸が披露され、客をもてなしていたと言われている。三味線の音色と共に舞われる艶やかな舞は、多くの湯客を惹きつけ、通りは次第に「道後歌舞伎通り」と呼ばれるようになったとされている。

## 昭和期の変遷
昭和初期には、通りが華やかなネオンで彩られたことから、一時期「ネオン坂」とも称された。この時期、道後温泉街の歓楽的な一面を象徴するエリアとして、地元住民や観光客に知られていた。
しかし、時代の変化とともにこうした呼称は次第に使われなくなり、現在では「道後歌舞伎通り」という名称のみが静かに残っている。

## 現在
今日では、かつての賑わいを残しつつ、通りの佇まいにはどこか懐かしさと歴史の面影が漂っている。道後温泉の観光地としての一端を担う存在として、訪れる人々に往時の情緒を伝える場所となっている。